# I'm Not Jesus
I'm Not Jesus je singl od finské kapely Apocalyptica. Text: Dospělý muž vypráví o sexuálním zneužíváním, které prožíval jako dítě. Frází "I'm not Jesus" (Nejsem Ježíš) říká, že svému násilníkovi odpouštět nemusí, protože není Ježíš.

## Seznam skladeb
Basic edice
1. „I'm Not Jesus“ (feat. Corey Taylor) - 3:35
2. „Worlds Collide“ - 4:29

Premium edice
1. „I'm Not Jesus“ (feat. Corey Taylor) - 3:35
2. „Worlds Collide“ - 4:29
3. „S.O.S. (Anything But Love)“ (instrumental)
4. „Burn“ - 4:18